# Plac biskupa Nankiera we Wrocławiu
Plac biskupa Nankiera – podłużny plac położony na terenie średniowiecznego Wrocławia, na Starym Mieście. Łączy dziś ul. Szewską na zachodzie z ulicą Piaskową, mierzy około 200 metrów.
Przy placu znajdują się następujące zabytki:
- Pałac książąt opolskich z ok. 1363-1369, pl. biskupa Nankiera 1[1]
- kamienica z pocz. XIX w., pl. biskupa Nankiera 2[2]
- kamienica z oficyną z 1. poł. XIX w., pl. biskupa Nankiera 3[3]
- dawny budynek Kamery Cesarskiej, pl. biskupa Nankiera 4
- kamienica z poł. XIX w., pl. biskupa Nankiera 5[4]
- kamienica z poł. XIX w., pl. biskupa Nankiera 6
- Kamienica Pod Złotym Koszykiem, pl. biskupa Nankiera 7[5]
- Dom Panien Trzebnickich, 1. poł. XIII w., pl. biskupa Nankiera 8[6]
- Zespół klasztorny premonstrantów, pl. biskupa Nankiera 15,
  - Katedra św. Wincentego i św. Jakuba z XIV wieku, pl. biskupa Nankiera 15[7]
  - klasztor, pl. biskupa Nankiera 15[8]
- Zespół klasztorny klarysek, pl. biskupa Nankiera 16,
  - Kościół św. Klary i św. Jadwigi[9] z zespołem klasztornym[10], pl. biskupa Nankiera 16

- budynek duszpasterstwa jezuitów, pl. biskupa Nankiera 17[11]
- Kościół św. Macieja z XIII wieku, pl. biskupa Nankiera 17a[12]
- budynek dawnej plebanii kościoła pw. św. Wincentego, na zbiegu pl. biskupa Nankiera i ul. Łaciarskiej[13]